# 満願
満願（まんがん）または、結願（けちがん）は、日数を定めて神仏に祈願、または修行し、その日数が満ちることをいう。また「満願の日」というように、最終日を表す。
神仏に祈った願いが叶うと満願成就（まんがんじょうじゅ）という。祈願や修行の期間は、開白（かいびゃく）・中願（ちゅうがん、中日とも）・結願（けちがん）の3つに分けられ、結願の最終日を満願という。
四国八十八箇所などの霊場で、すべての札所を廻ることを満願もしくは結願といい、すべてを廻りきると満願成就、結願成就という。